# کوکو سیب‌زمینی
کوکو سیب‌زمینی گونه‌ای از کوکو و یکی از غذاهای اصیل و محبوب ایرانی است که از روزگاران قدیم به‌عنوان غذای ظهر یا شام خورده می‌شود. امروزه کوکو سیب‌زمینی هم غذایی کامل برای وعده‌های اصلی محسوب می‌شود، هم چاشتی لذیذ برای میان‌وعده است که در کیف مدرسه یا اداره بچه‌دبستانی‌ها و کارمندان و کارگران می‌توان آن را یافت.
غذاهایی مشابه کوکو سیب‌زمینی در کشورهای دیگر نیز وجود دارد، از جمله تورتیا د پاتاتاس که یک غذای اسپانیایی است.

## پخت
کوکو سیب زمینی به دو روش تهیه می‌شود؛ یکی با سیب زمینی پخته و یکی نیز با سیب زمینی خام. کوکو در فر و با روغن کم، یا در تابه با روغن بیشتری تهیه می‌شود. همچنین سیب‌زمینی، تخم‌مرغ و نمک، پیاز و سیر مواد اصلی برای تهیه کوکو سیب‌زمینی هستند.

## پیشینه
میرزا علی‌اکبرخان کاشانی، آشپز مخصوص ناصرالدین شاه، در کتاب «سفره اطعمه» که از معدود کتاب‌های آشپزی به‌جامانده از دورهٔ قاجار است، شرحی نوشته بر گونه کوکوهایی که در گذشته طبخشان رایج بوده‌است. او کوکو را رنگ‌دهنده و زینت سفره شاهانه می‌داند و گونه کوکو را بر اساس رنگ تقسیم‌بندی می‌کند:

«خوان چهارم کوکو است، و آن را با پلاو خورند و آن سیزده رنگ است: رنگ اول کوکوی سبزی است؛ و آن چنان باشد که کاهوی زیاد و جعفری و گشنیز کم را کوبیده و تخم مرغ زیاد در آن شکسته و نمک و فلفل و ادویه زده و خوب لت‌زده و مخلوط نموده و روغن را در روغن داغ کن یا ماهی تابه داغ کرده و آن را یکدفعه در روغن داغ ریزند و آتش آن را ملایم کرده و ظرفی روی آن گذارده آتش بر آن ریزند. چون سرخ شود آن را بریده پشت و رو کنند.
رنگ دویّم کوکوی بِه است و طبخ آن چنان باشد که تخم بِه را بیرون آورده و خوب رنده کرده داخل تخم نموده ادویه زده و خوب لت زده سرخ نمایند.
رنگ سیّم کوکوی سیب‌زمینی است، و طبخ آن چنان باشد که سیب زمینی را پخته و پوست کنده و کوبیده شیرینی داخل نموده تخم مرغ زده به نهج مذکور سرخ کنند…»